# زووتوریا (گمینا خوروشچ)
زووتوریا (به لهستانی:  Złotoria) یک روستا در لهستان است که در گمینا خوروشچ واقع شده‌است. زووتوریا ۷۶۷ نفر جمعیت دارد.